# 太平洋酒吧
太平洋酒吧集團控股有限公司，簡稱太平洋酒吧集團控股、太平洋酒吧集團和太平洋酒吧（英語：BAR PACIFIC GROUP HOLDINGS LIMITED，港交所：8432），在1999年，由主席及行政總裁謝熒倩，以及前配偶陳威，透過「希斯達國際有限公司」首次於香港（總部）位於紅磡開幕。
業務在全球經營休閒式連鎖酒吧行業。
股份在2017年1月11日於港交所創業板上市。配售價格為0.27至0.29港元，配售股份數目為2.15億股，而集資額為4280萬港元，用作拓展「Bar Pacific」品牌至不同地點、推廣及營銷工作，以及改善店鋪設施。掛牌首日有炒賣現象，翌日股價即跌16%至3.4港元，2020年更跌至仙股。

## 事件

### 遭受破壞
- 2012年10月13日，位於黃大仙、九龍城及紅磡的四間太平洋酒吧分店遭受不知名人士破壞，事發前有四名惡漢曾在其中一間分店要求提供女拳手猜枚不果，警方不排除有人借故生事，案件列作刑事毀壞案處理[7][8]。
- 2019年5月28日，位於柴灣的太平洋酒吧分店，遭20多名持棍大漢闖入，並大肆破壞，其後逃去無蹤，案件列作刑事毀壞案處理[9]。

## 外部連結
- 太平洋酒吧官方網站（页面存档备份，存于）